# شيلب أنغولي
شيلب أنغولي (الاسم العلمي:Schilbe angolensis) هو نوع من الأسماك يتبع جنس الشيلب من فصيلة الشيلبيات.